# تشارلز ماير (ملاكم)
تشارلز ماير (بالإنجليزية: Charles Mayer)‏ (القرن الـ19 – القرن الـ20) هو ملاكم أمريكي راحل، مثّل بلاده في الألعاب الأولمبية الصيفية 1904.

## روابط خارجية
تشارلز ماير على موقع اللجنة الأولمبية الدولية (الإنجليزية)
- تشارلز ماير على موقع أوليمبيديا (الإنجليزية)